# Fuldaer Stadtschloss

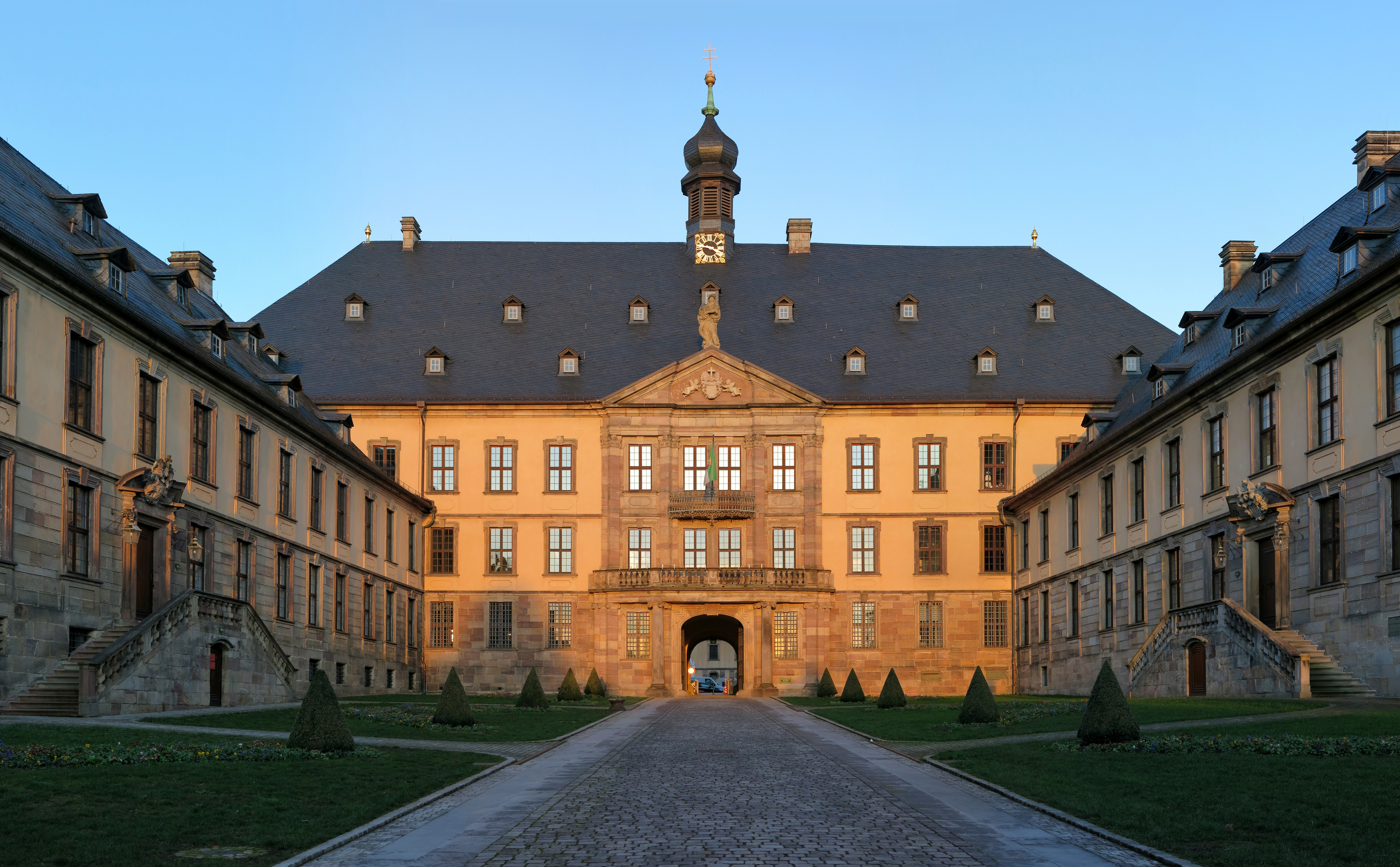
Haupteingang des Stadtschlosses

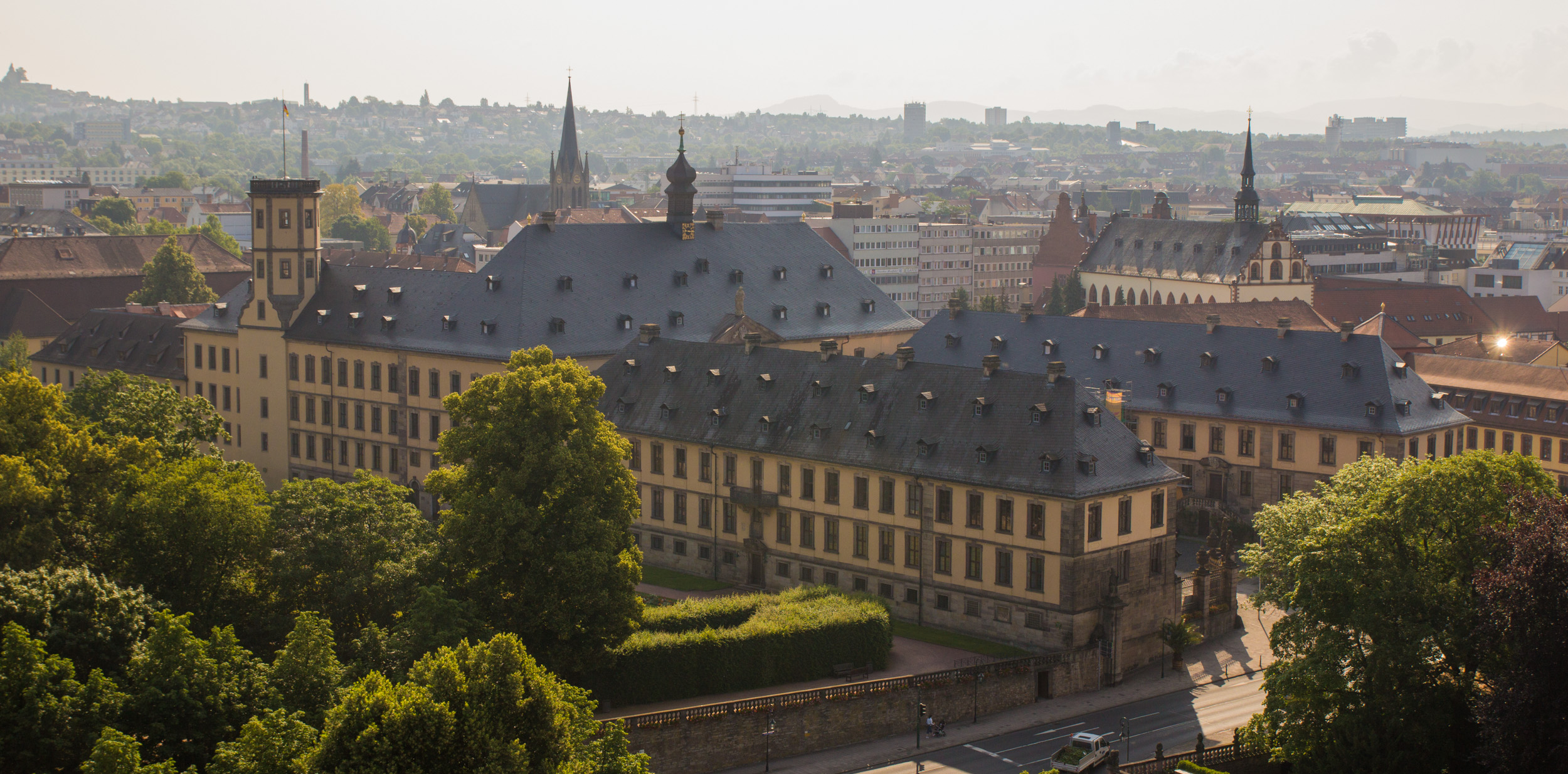
Ansicht vom Südturm des Fuldaer Doms

Das barocke Fuldaer Stadtschloss wurde 1706 bis 1714 von Johann Dientzenhofer als Residenz der Fuldaer Fürstäbte und später der Fürstbischöfe erbaut.

## Baugeschichte
Der erste Vorgängerbau des Fuldaer Stadtschlosses war eine Abtsburg, die am Anfang des 14. Jahrhunderts gebaut wurde. Danach wurde die Burg am Anfang des 17. Jahrhunderts als Schlossanlage und im letzten Viertel des Jahrhunderts als Renaissanceschloss umgebaut und erweitert. Johann Dientzenhofer baute die Anlage Anfang des 18. Jahrhunderts im Stil des Barocks um. Beim Umbau als Kurprinzenresidenz Anfang des 19. Jahrhunderts wurde das Schloss teilweise spätklassizistisch umgeformt.

### Abtsburg

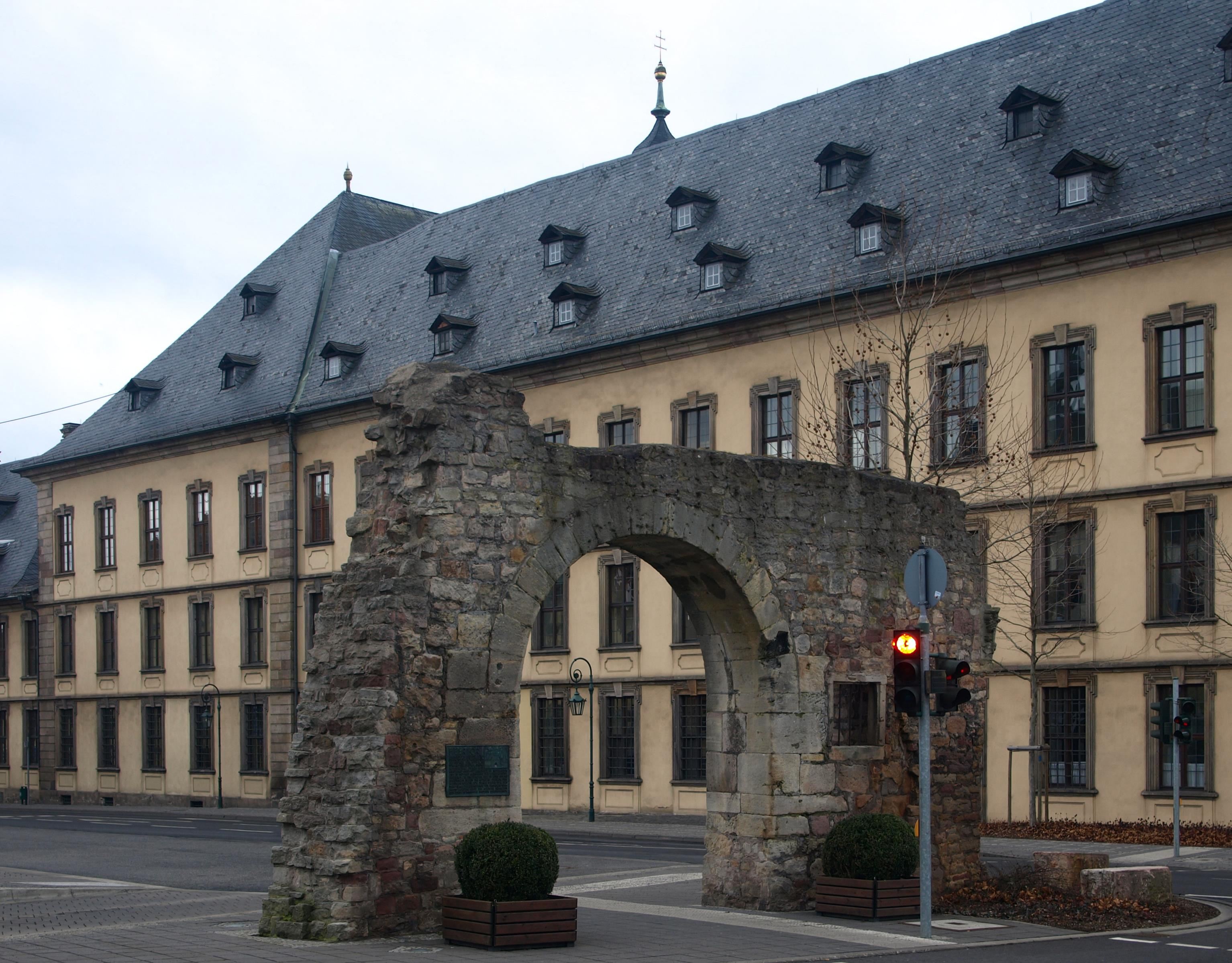
Heertor auf der Stadtseite des Stadtschlosses, aus ihm ging man, an der Abtsburg vorbei, aus der Stadt heraus, um auf die „Hohe Straße“ Frankfurt-Leipzig zu kommen

Der erste Vorgängerbau des Fuldaer Stadtschlosses war eine Stadtburg, die als „neue Burg“ am Ende der Amtszeit von Fürstabt Heinrich V. von Weilnau erstmals erwähnt wurde. Die genaue Bauzeit der Burg ist nicht bekannt, auch gibt es nur wenige Überlieferungen, die Rückschlüsse auf ihren Grundriss erlauben.
Heinrich V. nahm vermutlich einen Streit mit seinem Konvent über die Verteilung der Klostereinnahmen zum Anlass, seine Residenz außerhalb des Klosters neu zu bauen. Der Stiftsdekan, der innerhalb des Klosters bereits viele Aufgaben des Abtes übernommen hatte, übersiedelte in die ehemalige Abtswohnung im Kloster auf dem Gelände der heutigen Domdechanei. Heinrich V. wählte für die Burg eine strategisch gute Lage zwischen dem Kloster und der Stadt. Auch achtete er auf einen Standort auf einer Anhöhe, um die neue Burg leichter verteidigen zu können. Die Burg repräsentierte die gestiegene Macht der Äbte, sie diente zur Repräsentation und zur besseren Verteidigung.
Nach Ausgrabungen zwischen 1979 und 1982 im heutigen Ehrenhof und im Boden unterhalb des heutigen Mittelbaus weiß man, dass sich der südwestliche Teil der rechteckigen Burganlage auf dem heutigen Ehrenhof befand. Man fand dort Grabenstützmauern, das Untergeschoss eines südlichen Rundturmes (vermutlich der Bergfried) und Fragmente des Wehrganges und der Grabenbrücke. Die Burg war nach Quellenlage eine Bastion, die gleichzeitig der Stadtverteidigung diente, da ihre Ringmauer im Norden gleichzeitig die Stadtmauer bildete. Gegen die Stadt war die Burg mit der Ringmauer, dem Turm und einem Graben gesichert.
Spätestens im 16. Jahrhundert war die Burg im Südwesten gegen die Stadt hin mit drei Befestigungsanlagen gesichert, als zusätzliche Verteidigungsanlage diente eine Vorburg. Die Burg hatte im Nordwesten ein zweites Tor in der Stadtmauer (Heertor), über das der Zugang zur Burg gesichert war, ohne dass man die Stadt betreten musste. Auf der einzigen bekannten bildlichen Darstellung dieser Burg, einem Holzschnitt aus dem Jahr 1550 ist die Ostvedute der Stadt dargestellt, auch erkennt man die nordöstliche Flanke der Burganlage.

### Schlossbauten

#### Erstes Schloss

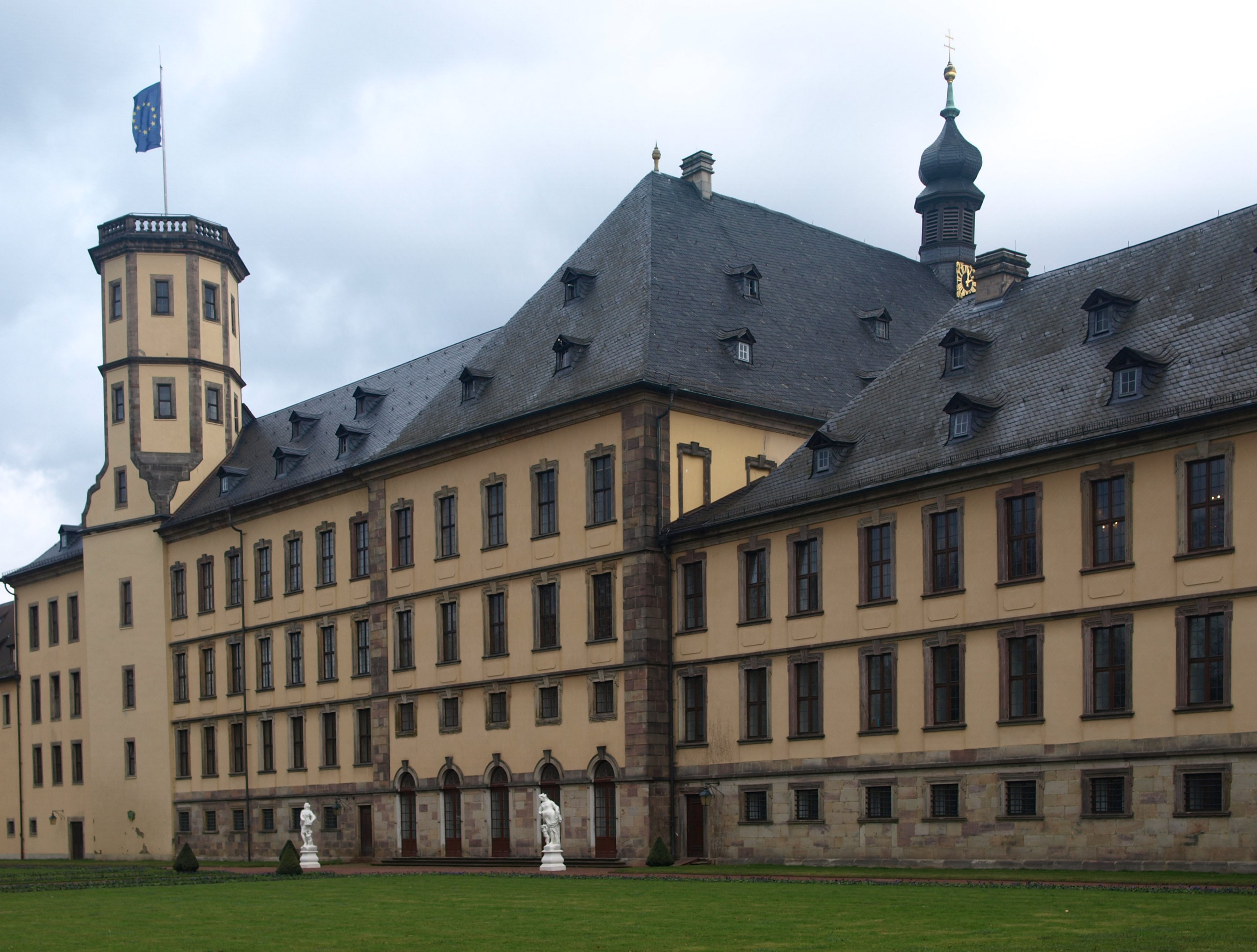
Gartenfront des Stadtschlosses. Die viereckige Basis des Schlossturmes stammt noch von der Abtsburg, der achteckige Oberteil vom Renaissanceschloss.

Der Machtzuwachs und das gestiegene Repräsentationsbedürfnis des Abtes war Anfang des 17. Jahrhunderts vermutlich der Anlass für den Umbau der Residenz zu einem Schloss.
Zwischen 1607 und 1612 wurde die Burg zu einem vierflügeligen Schloss umgebaut, wobei man einige Bauten der alten Burg einbezog. So ist der Palas der Abtsburg mit seinen Grundmauern noch im Mittelrisalit des heutigen Schlosses enthalten. Das Aussehen des von Winter gebauten Schlosses lässt sich nur durch drei Zeichnungen (von 1669, 1704 und 1705) und die oben erwähnten Grabungen feststellen. Danach bildeten die vier dreistöckigen ungleichen Flügel in ihrem Innern einen unregelmäßig rechteckigen Innenhof. Zwei runde Treppentürme bildeten den Übergang der Seitenflügel zum Hauptflügel, dessen Dach höher war als die Dächer der übrigen Trakte. Das Gebäude war architektonisch schlicht gehalten. Eine Ausnahme bildeten der Giebelschmuck an den Schmalseiten und die Außenfassade des Hauptflügels. Sie war mit zwei Türmen flankiert und in ihrer Mitte befand sich ein terrassenartiger Vorbau mit Tordurchfahrt. In dem zweistöckigen Risalit über der Tordurchfahrt befand sich vermutlich der Altarraum der Schlosskapelle. Er hatte Giebel wie bei profanen Bauten, seitlich waren jedoch je zwei spitzbogige Maßwerkfenster eingebaut, wie sie in sakralen Bauten üblich waren.

#### Renaissanceschloss

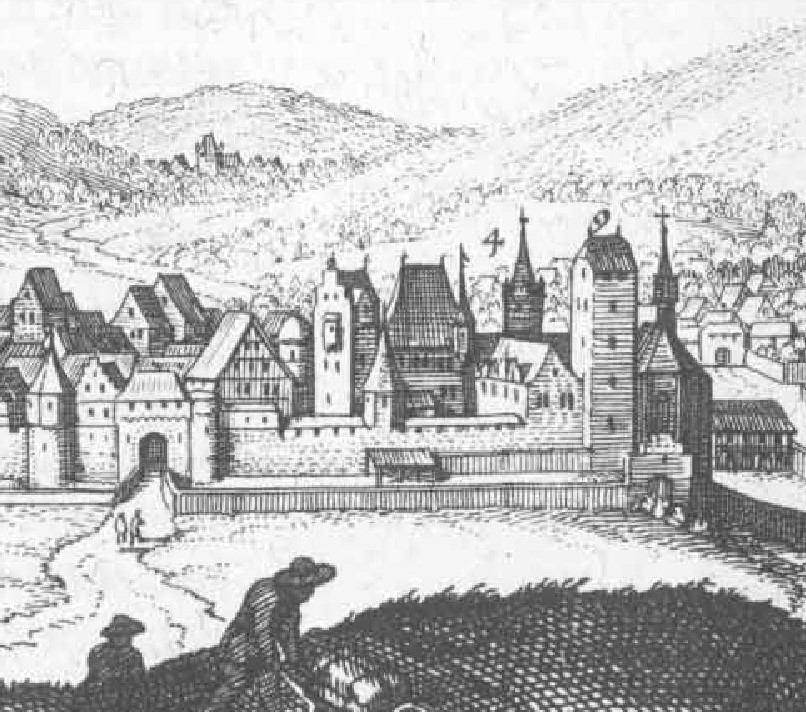
Kupferstich des Renaissanceschlosses

Als Abt Bernhard Gustav von Baden-Durlach im Jahre 1671 sein Amt antrat, plante er schon ein Jahr später die Erweiterung der Residenz. Er begann mit dem Bau eines neuen zweistöckigen Flügels an der Westseite der Vierflügelanlage. Vollendet wurde dieser Flügel jedoch erst zwischen 1681 und 1683, als Abt Placidus von Droste den Bau mit eigenen Planungen abschloss.
Das vermutliche Ziel war, eine geschlossene Fassade gegen den Tier- bzw. Lustgarten zu errichten. Nach einer Zeichnung von 1705 ordnete sich dieser Seitentrakt in Richtung Garten der Vierflügelanlage unter. Der westliche Turm war in dieser Fassade nun in der Mitte angeordnet.

#### Barockschloss

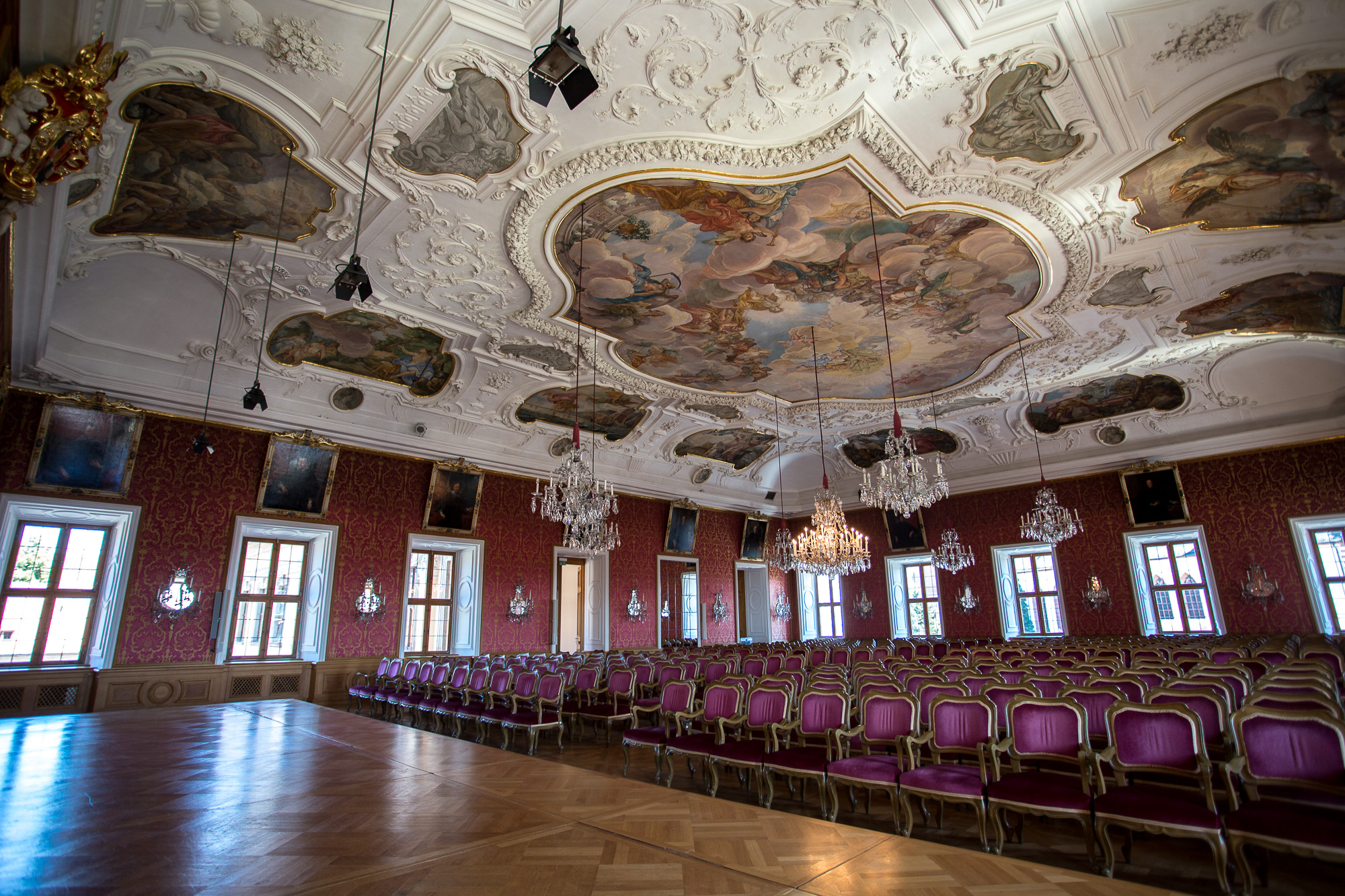
Fürstensaal, heute Sitzungssaal der Stadtverordnetenversammlung

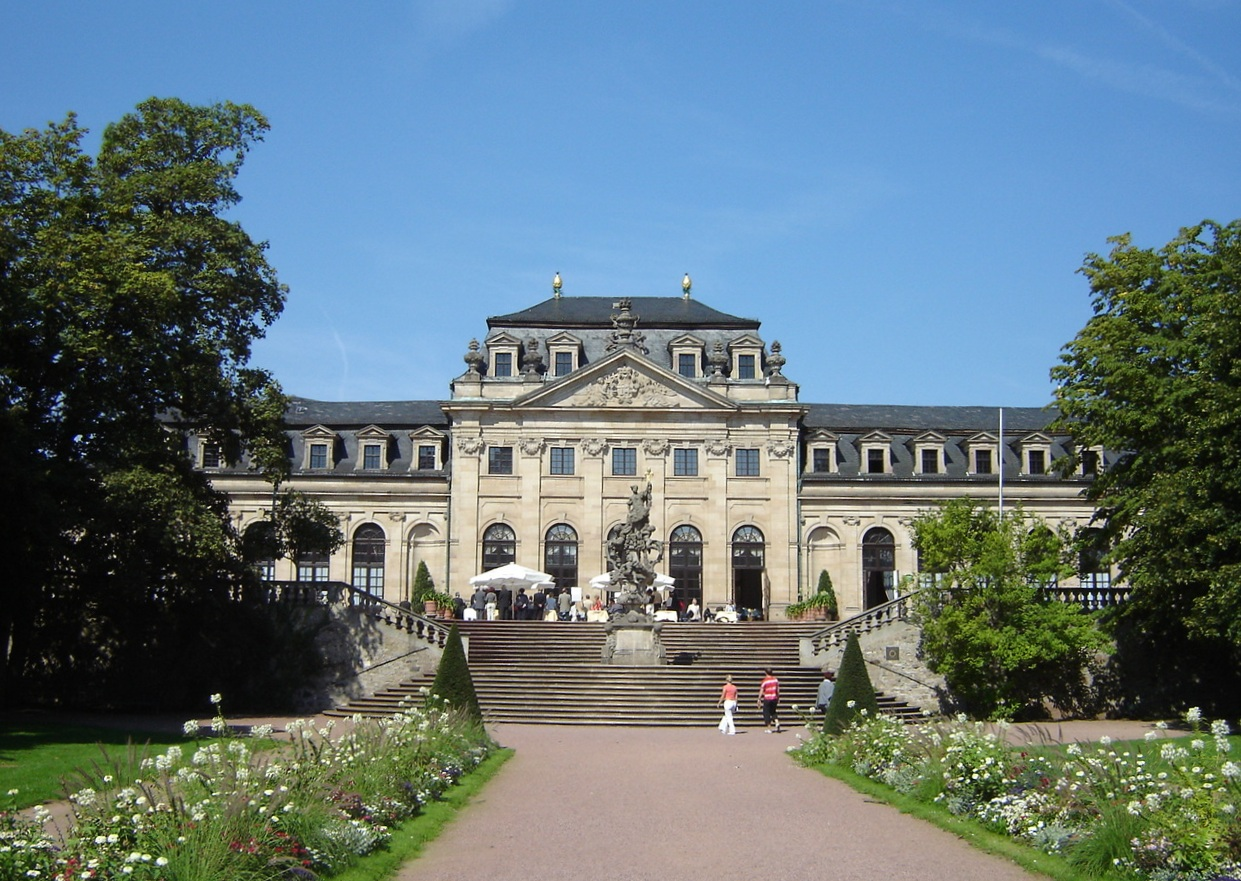
Orangerie

Eine weitere Erweiterung begann 1706 unter Fürstabt Adalbert I. von Schleifras, der Johann Dientzenhofer mit der Planung des neuen Schlosses beauftragte. Nach Quellenlage entwarf Dientzenhofer damit seinen ersten Profanbau. Die Grundsteinlegung war am 26. März 1708. Der Vierflügelanlage wurde ein weiterer neuer Flügel angesetzt, der zur Stadt hin ausgerichtet war. So entstand der Ehrenhof. Weiterhin baute er das restliche Schloss im Stil des Barocks um. Da Dientzenhofer im Jahre 1711 nach Bamberg zurückging, ist zu vermuten, dass die Arbeiten zu dieser Zeit weitgehend fertig waren. Bis 1713 wurden die Umbauarbeiten am Mitteltrakt und in den Nordflügeln beendet. Der Innenausbau ging noch bis in das Spätjahr 1714 weiter. Dazu gehörten vor allem die Arbeiten am Haupttreppenhaus und an den Freitreppen im Ehrenhof, die von Hans Georg Mainwolff, dem früheren Polier Dientzenhofers, errichtet wurden. Der Tod des Abtes im Jahre 1714 hatte eine vierjährige Bauunterbrechung zur Folge. Im Jahr 1719 wurden die Arbeiten abgeschlossen, da schon 1720 viele Künstler für die Innenausstattung des Schlosses anwesend waren.
Die Anlage bestand nun aus dem dreistöckigen Hauptflügel bzw. Quertrakt mit seinen zwei östlich angesetzten, im Dachbereich niedrigeren Seitenflügeln. Diesen schlossen sich die etwas schmaleren zweistöckigen Bauten des Marstalls an, die den Innenhof nach außen abschlossen. Im nördlichen Seitenflügel blieb der Turm aus dem Renaissanceschloss bestehen. Der Hauptflügel ging über die gesamte Breite der Anlage und beherrschte das Schloss architektonisch durch sein steiles und hohes Walmdach und den wenig hervortretenden Mittelrisalit.
Im Westen bildeten zwei dem Hauptflügel angesetzte zweistöckige Seitentrakte den Ehrenhof, der zum Dienstagsmarkt hin durch Pfeiler und Gitter abgeschlossen wurde. In der Mitte waren die Pfeiler bzw. die Gitter zum Eingangstor hin nach innen eingewölbt. Die Fassaden waren schlicht gehalten, die Fenster hatten schmale, profilierte Rahmen. Sie waren in den oberen Ecken zweifach verkröpft und mit trapezförmigen Schlusssteinen am Sturz abgeschlossen.

#### Kurprinzenresidenz
Der Barockbau blieb weitgehend bestehen. Als Kurfürst Wilhelm I. von Hessen das Fürstentum übernahm, ließ er 1817 und 1818 die Flügel am Residenzgarten im spätklassizistischen Stil umbauen. Er beauftragte damit den Oberhofbaumeister Johann Conrad Bromeis. Das Schloss wurde die Residenz des Kurprinzen.

## Heutige Nutzung

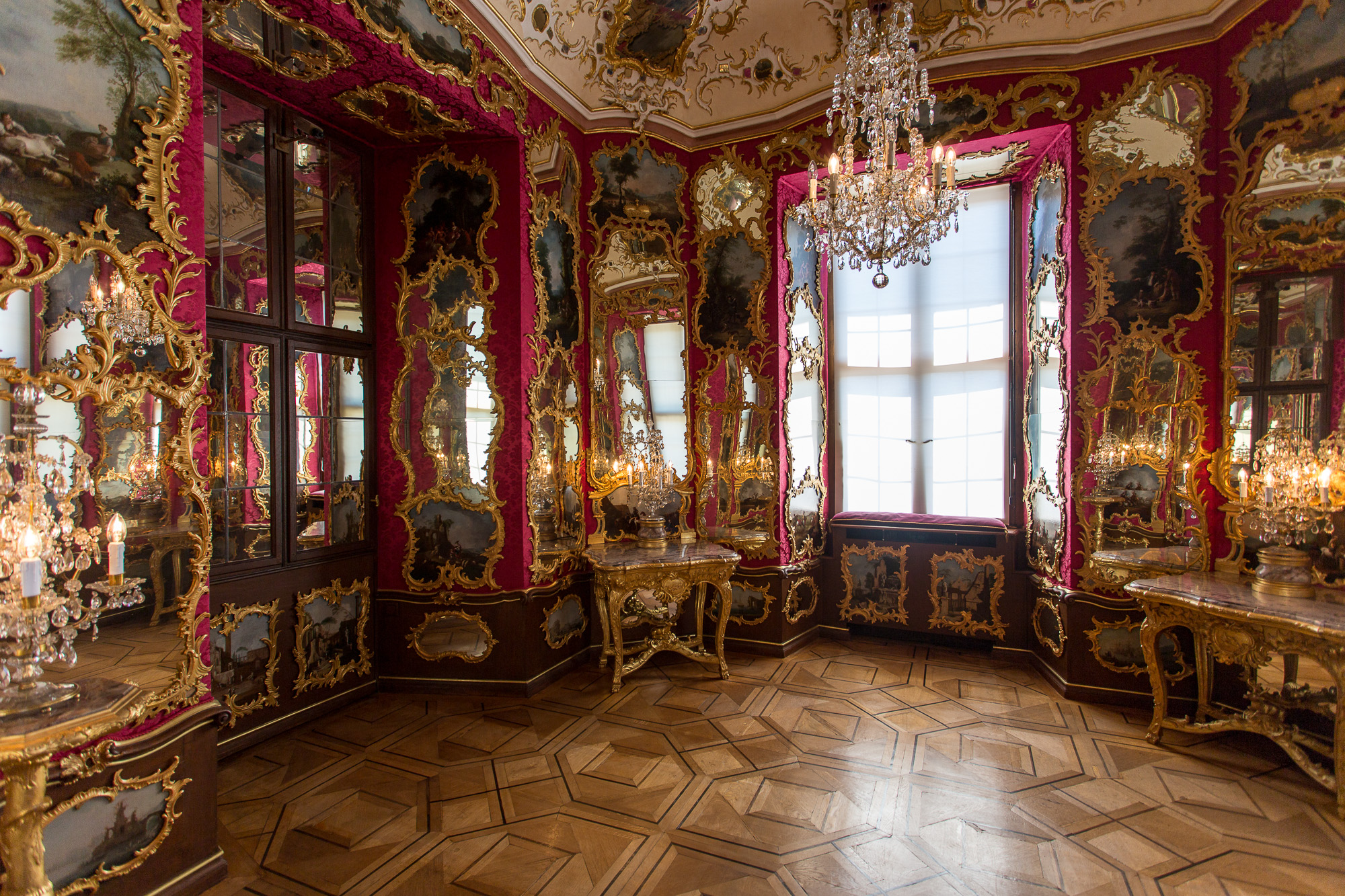
Der Spiegelsaal des Fuldaer Stadtschlosses.

Heute dienen Teile des Stadtschlosses als Sitz der Stadtverwaltung.
Viele der historischen Räume können besichtigt werden und befinden sich nahezu im Originalzustand. Außerdem ist eine große Anzahl Kunstwerke ausgestellt (u. a. Gemälde, Stuckarbeiten, Porzellan). Ein besonderer Raum ist der Spiegelsaal (auch Spiegelkabinett genannt). Der ehemalige Ankleideraum des Fürstabtes ist mit hunderten kleiner und großer Spiegel ausgestattet.